# 윌리엄 그레고리 리
윌리엄 그레고리 리(William Gregory Lee, 1973년 1월 24일 ~ )는 미국의 배우이다.

## 출연 작품
- 퍼스트 맨 (2018) - 고든 쿠퍼 역
- 프리즌 포스트 (2016)
- 마법의 히드라 (2009)
- 비치 슬랩 (2009)
- 멕시칸 선라이즈 (2007)
- 헬 투 페이 (2005)
- 미녀와 야수 (2005)
- 샘스 레이크 (2005)
- 인 에너미 핸드 (2004)
- 사랑보다 아름다운 유혹 3 (2004)
- 월 스트리트의 늑대들 (2002)
- 다크 엔젤 - TV 시리즈 (2000)